# Noeasy
Noeasy — второй корейскоязычный студийный альбом южнокорейского бой-бэнда Stray Kids, выпущенный лейблом JYP Entertainment 23 августа 2021 года. Название альбома представляет собой игру слов «noisy» (с англ. — «шум») и «no easy» (с англ. — «сложно», буквально — «не легко») и передаёт идею, что группа оказывает громкое влияние на мир своей музыкой.
Noeasy был написан Пан Чханом, Чханбином и Ханом, участниками продюсерского юнита 3Racha при соавторстве Версачхоя, ХотСоуса, Хон Джисана и других участников Stray Kids. Содержавшие в альбоме 14 композиций включают жанры хип-хоп, EDM, поп, ритм-н-блюз и рок. Кроме того, Noeasy также включает заглавный сингл «Thunderous» и ранее два выпущенные композиции «Wolfgang» и «Mixtape: Oh».
После выхода Noeasy был положительно оценён музыкальным критиками за особенность его креативности, сюжета, тем и энергии. Альбом возглавил южнокорейский альбомный чарт Circle Album Chart и попал в двадцатку лучших в Австралии, Австрии, Бельгии, Дании, Финляндии, Венгрии, Японии, Нидерландах, Польше и Швейцарии. В 2021 году было продано более 1,3 миллиона копий альбома, благодаря чему Корейская ассоциация музыкального контента (KMCA) присвоил ему миллионный сертификат, что сделало Noeasy первым миллионным альбомом группы и её лейбла. Альбом был признан лучшим альбомом на 36-й церемонии премии Golden Disc Awards.

## Предыстория
Stray Kids выложили видео «Step Out 2021», рассказывающее о достижениях коллектива в 2020 году и планах на 2021 год, включая второй студийный альбом, через свои публичные учётные записи в социальных сетях 1 января 2021 года. С апреля по июнь того же года группа участвовала в конкурсном реалити-шоу «Kingdom: Legendary War», в котором они соревновались с другими группами и одержали победу. Во время программы 28 мая они выпустили песню «Wolfgang» с мини-альбома Kingdom Final: Who Is the King?, в рамках финального конкурса выступлений. Затем последовал сингл «Mixtape: Oh», выпущенный 26 июня и объявление о возвращении Хёнджина в группу после перерыва с конца февраля.
29 июня 2021 года южнокорейское новостное издание SpoTV News сообщило, что группа выпустит альбом в конце августа и проведет «Kingdom Week», телевизионную программу-бенефис для победителя. Позже JYP Entertainment подтвердили, что группа готовит новый альбом, но не определились с его форматом. Хёнджин также примет участие в промоушене нового альбома. Месяц спустя, выпустив трейлер альбома «Thunderous», группа объявила, что их второй студийный альбом будет называться Noeasy и запланирован к выпуску на 23 августа 2021 года, что станет их первым корейским физическим релизом за 11 месяцев.
Перед анонсом альбома, в начале июля, Stray Kids выпустили SKZ Camp Song: Howl in Harmony, пяти-эпизодную онлайн-программу лагерного типа, документирующую процесс создания песен группы и съёмки музыкальных видеоклипов к ним. Участники были разделены на три команды: «Quokka Bbang Daengi» (Хан, Сынмин и Ай Эн; ранее «Margarine Bbang») для написания песни «Gone Away»; «Yeoreum Wangja» (Ли Ноу, Чханбин и Феликс) для «Surfin'»; и «Bekka Wang» (Пан Чхан и Хёнджин) для «Red Lights». В начале апреля группа также представила би-сайд «Sorry, I Love You» на своём канале V Live в прямой трансляции «Chan’s Room», а «The View» был представлен в качестве названия клипа на песню «Mixtape: Oh» в конце июня.

### Название и концепция
Название альбома, Noeasy, является игрой слов на основе английского слова «noisy» (с англ. — «шумный»), что отражает ошибочное представление о музыке группы как о «шумовой музыке» и «нелегко», что отражает жизненные взлеты и падения. По словам Пан Чхана: «Мы [Stray Kids] действительно думали, что термин „шумовая музыка“ — это то, что мы можем использовать как наше собственное оружие».
Обе интерпретации выражают, что, несмотря на трудности группы, они стремятся быть самой шумной группой. Пан Чхан сказал нескольким южнокорейским новостным изданиям: «[Noeasy] означает, что мы хотим оказать громкое влияние на мир своей музыкой». Сынмин сказал: «Смысл (Noeasy) примерно такой: „Жизнь нелегка из-за ворчунов, которые говорят нам делать то-то и то-то, но мы — Stray Kids, и мы не отступим“…».

## Коммерческий успех
17 августа 2021 года стало известно, что предварительные заказы на Noeasy превысили 830 тысяч копий; в день релиза, 23 августа, предварительные заказы превысили 930 тысяч, побив предыдущий рекорд группы в 300 тысяч предварительных заказов на In Life. По данным Hanteo Chart, Noeasy был продан в количестве 355 946 копий в первый день, и 641 589 копий за первую неделю релиза.
После выхода Noeasy альбом возглавил Circle Album Chart (бывший Gaon Album Chart) в период с 22 по 4 сентября, став пятым возглавлявшим альбомом группы в чарте после Clé 1: Miroh, Clé: Levanter, Go Live и In Life. К концу августа было продано 1 127 800 копий альбома, что сделало Noeasy первым миллионным альбомом группы и их лейбла JYP Entertainment. Также стал шестым южнокорейским миллионным альбомом 2021 года. Все четырнадцать композиций альбома впервые одновременно вошли в чарт Circle Download Chart, став хитами топ-40. 7 октября Корейская ассоциация музыкального контента (KMCA) присвоила альбому миллионный сертификат. Noeasy занимал восьмое место в Circle Album Chart по итогам 2021 года, продав 1 303 106 копий на конец года.
В Японии Noeasy занял вторую позицию в Oricon Albums Chart и 21-ю в Billboard Japan Hot Albums. В Соединённых Штатах Америки альбом занимал 4-ю позицию в Billboard Heatseekers Albums, 5-ю в World Albums, 38-ю в Independent Albums и 69-ю в Top Current Album Sales. Его композиции, «Cheese», «Thunderous», «Domino», «Ssick», «The View», «Sorry, I Love You», «Red Lights» и «Wolfgang» одновременно попали в 25 лучших в World Digital Song Sales. Альбом вошёл в чарты Австралии (14), Австрии (12), Бельгии (Фландрия (13) и Валлония (5)), Хорватии (34), Дании (3), Финляндии (5), Германии (64), Венгрии (5), Литвы (22), Нидерландов (18), Норвегии (27), Польши (6), Испании (67) и Швейцарии (9). Noeasy также вошёл в чарты физических альбомов Франции (63), Швеции (9) и Великобритании (26).

## Список композиций
| №                   | Название                                            | Текст песни                          | Музыка                                              | Аранжировка         | Длительность |
| ------------------- | --------------------------------------------------- | ------------------------------------ | --------------------------------------------------- | ------------------- | ------------ |
| 1.                  | «Cheese»                                            | Пан Чхан Чханбин Хан                 | Пан Чхан Чханбин Хан Версачхой                      | Версачхой           | 3:02         |
| 2.                  | «Thunderous» (кор. 소리꾼)                          | Пан Чхан Чханбин Хан                 | Пан Чхан Чханбин Хан ХотСоус                        | ХотСоус Пан Чхан    | 3:03         |
| 3.                  | «Domino»                                            | Пан Чхан Чханбин Хан                 | Пан Чхан Чханбин Хан Версачхой                      | Версачхой Пан Чхан  | 3:19         |
| 4.                  | «Ssick» (кор. 씩)                                   | Пан Чхан Чханбин Хан                 | Пан Чхан Чханбин Хан ByHVN (153 / Joombas)          | ByHVN Пан Чхан      | 3:10         |
| 5.                  | «The View»                                          | Пан Чхан Чханбин Хан Krysta Youngs   | Пан Чхан Чханбин Хан Теликэст Krysta Youngs         | Теликэст Пан Чхан   | 3:22         |
| 6.                  | «Sorry, I Love You» (кор. 좋아해서 미안)            | Чханбин                              | Чханбин Миллионбой                                  | Миллионбой Пан Чхан | 2:58         |
| 7.                  | «Silent Cry»                                        | Пан Чхан Чханбин Хан                 | Пан Чхан Чханбин Хан Хон Джисан                     | Хон Джисан          | 3:30         |
| 8.                  | «Secret Secret» (кор. 말할 수 없는 비밀)            | Хан                                  | Джинби Джин Хан Кацци Опея [англ.] Габриэль Брандес | Джинби Джин         | 3:30         |
| 9.                  | «Star Lost»                                         | Пан Чхан Чханбин Хан Эраттак Callous | Эраттак DaviDior                                    | DaviDior Эраттак    | 3:35         |
| 10.                 | «Red Lights» (кор. 강박; дуэт Пан Чхана и Хёнджина) | Пан Чхан Хёнджин                     | Пан Чхан Хёнджин                                    | Пан Чхан Версачхой  | 3:10         |
| 11.                 | «Surfin'» (Ли Ноу, Чханбин и Феликс)                | Чханбин Ли Ноу Феликс                | Чханбин Ли Ноу Феликс Версачхой                     | Версачхой           | 3:11         |
| 12.                 | «Gone Away» (Хан, Сынмин и Ай Эн)                   | Хан Сынмин Ай Эн                     | Хан Сынмин Ай Эн Армадайлло Гамп                    | Армадайлло Гамп     | 4:01         |
| 13.                 | «Wolfgang»                                          | Пан Чхан Чханбин Хан                 | Пан Чхан Чханбин Хан Верачхой                       | Верачхой Пан Чхан   | 3:11         |
| 14.                 | «Mixtape: Oh» (кор. 애)                             | Пан Чхан Чханбин Хан                 | Пан Чхан Чханбин Хан Коби Холи Эм                   | Коби Холи Эм        | 3:33         |
| Общая длительность: | Общая длительность:                                 | Общая длительность:                  | Общая длительность:                                 | Общая длительность: | 46:35        |

## Чарты
| Чарт (2021—2022)                           | Высшая позиция |
| ------------------------------------------ | -------------- |
| Австралия (ARIA)                           | 14             |
| Австрия (Ö3 Austria)                       | 12             |
| Бельгия/Валлония (Ultratop)                | 5              |
| Бельгия/Фландрия (Ultratop)                | 13             |
| Великобритания (UK Digital Albums Chart)   | 26             |
| Венгрия (MAHASZ)                           | 5              |
| Германия (Offizielle Top 100)              | 64             |
| Дания (Hitlisten)                          | 3              |
| Испания (PROMUSICAE)                       | 67             |
| Литва (AGATA)                              | 22             |
| Нидерланды (Album Top 100)                 | 18             |
| Норвегия (VG-lista)                        | 27             |
| Польша (ZPAV)                              | 6              |
| Республика Корея (Circle Album Chart)      | 1              |
| США (Billboard Independent Albums)         | 38             |
| США (Billboard Top Current Album Sales)    | 69             |
| США (Billboard Top Heatseekers Albums)     | 4              |
| США (Billboard World Albums)               | 5              |
| Финляндия (Suomen virallinen lista)        | 5              |
| Франция (SNEP Physical Albums)             | 63             |
| Хорватия (HDU International Albums)        | 3              |
| Швейцария (Schweizer Hitparade)            | 10             |
| Швеция (Sverigetopplistan Physical Albums) | 5              |
| Япония (Billboard Japan Hot Albums)        | 21             |
| Япония (Oricon)                            | 2              |

| Чарт (2021)                           | Высшая позиция |
| ------------------------------------- | -------------- |
| Республика Корея (Circle Album Chart) | 1              |
| Япония (Oricon Albums Chart)          | 6              |

| Чарт (2021)                           | Высшая позиция |
| ------------------------------------- | -------------- |
| Бельгия/Валлония (Ultratop)           | 165            |
| Венгрия (Mahasz)                      | 44             |
| Республика Корея (Circle Album Chart) | 8              |
| Япония (Oricon)                       | 52             |

| Чарт (2022)                           | Высшая позиция |
| ------------------------------------- | -------------- |
| Венгрия (Mahasz)                      | 21             |
| Республика Корея (Circle Album Chart) | 56             |

| Чарт (2023)                           | Высшая позиция |
| ------------------------------------- | -------------- |
| Венгрия (Mahasz)                      | 39             |
| Республика Корея (Circle Album Chart) | 89             |

## Продажи и сертификации
| Регион                  | Сертификация | Продажи   |
| ----------------------- | ------------ | --------- |
| Республика Корея (KMCA) | Миллионный   | 1,913,834 |
| США                     | —            | 16,100    |
| Япония · Физический     | —            | 53,300    |
| Япония · Цифровой       | —            | 869       |